# Злота-Вода (Свентокшиське воєводство)
Злота-Вода (пол. Złota Woda) — село в Польщі, у гміні Лаґув Келецького повіту Свентокшиського воєводства.
Населення — 259 осіб (2011).
У 1975-1998 роках село належало до Келецького воєводства.

## Демографія
Демографічна структура на день 31 березня 2011 року:
|          | Загалом | Допрацездатний вік | Працездатний вік | Постпрацездатний вік |
| -------- | ------- | ------------------ | ---------------- | -------------------- |
| Чоловіки | 128     | 22                 | 93               | 13                   |
| Жінки    | 131     | 25                 | 75               | 31                   |
| Разом    | 259     | 47                 | 168              | 44                   |